# 艾哈迈德·曼苏尔
艾哈迈德·阿布·阿巴斯·曼苏尔 （阿拉伯語：أبو العباس أحمد المنصور，也被称作曼苏尔·达哈比 （字面意思为“黄金征服者”）；以及艾哈迈德·曼苏尔；1549年生于非斯– 1603年8月25日逝于非斯近郊），自1578年至1603年逝世时是萨阿德王朝的苏丹，同时也是萨阿德王朝的第六位以及最著名的一位统治者。艾哈迈德·曼苏尔是北非历史上最有影响力的领袖之一，对摩洛哥的未来发展有着极其深远的影响。他以其机智狡猾的外交手腕而文明于世。他强大的军队和摩洛哥的战略位置使摩洛哥成为了文艺复兴时代后期世界舞台上的重要一员。他被描述为“一个具有深厚伊斯兰教学习经验的人，是书籍、书法和数学的爱好者，是神秘主义著作的鉴赏家，也是学术讨论的爱好者”。

## 早年生活
艾哈迈德是摩洛哥萨阿德王朝首位苏丹穆罕默德·阿什·谢赫的第五个儿子。他的母亲是著名的拉拉·马苏达。公元1557年，他的父亲被谋杀，而他的长兄阿卜杜拉·加利卜作为指定的继承人登上了王位。而这对曼苏尔来说是个不幸的消息，因为加里卜认为，巩固自己王位最简单的方法就是消灭自己的所有亲属。因此两兄弟艾哈迈德·曼苏尔和阿卜杜勒·马利克不得不逃离他们的哥哥阿卜杜拉·加利卜，离开摩洛哥并留在国外直到1576年。这两兄弟在奥斯曼的阿尔及尔摄政和君士坦丁堡之间度过了17年，并从奥斯曼帝国的训练以及与奥斯曼文化的接触中受益匪浅。更具体地说，他“广泛接受了有关伊斯兰宗教和世俗科学的教育，包括神学，法律，诗歌，语法，词典学，几何，算术和代数以及天文学”。

## 登上王位
公元1574年，摩洛哥苏丹阿卜杜拉·加利卜去世，他的儿子阿布·阿卜杜拉·穆罕默德篡取了本应由艾哈迈德的兄弟阿卜杜勒·马利克继承的王位。在奥斯曼帝国（曼苏尔和他的哥哥流亡所在）军队的支持下，阿卜杜·马利克侵入摩洛哥并成功罢黜了篡位者阿布·阿卜杜拉·穆罕默德。
1578年，这两位争夺摩洛哥王位的人都不幸丧命于凯比尔堡战役，从而艾哈迈德·曼苏尔得以继承王位。篡位者联合葡萄牙人大败摩洛哥军队。但曼苏尔利用抓获的数千葡萄牙军俘虏，向葡萄牙换取了巨额的赎金——使得摩洛哥的金库装满了葡萄牙人的黄金。

## 统治时期（1578–1603）
在巩固了他的王位之后，曼苏尔为自己是勇敢富有的摩洛哥人的领袖而自豪。此后不久，他开始建造象征着摩洛哥这一新生政权及其正统性的宏大的建筑；位于马拉喀什名为巴迪，或称作“神奇宮殿”的大皇宫（巴迪宫）。

不幸的是，由于要支撑军事上的庞大开销、广泛的间谍活动、宫殿的维护和其它城市的建筑项目、皇室的生活方式以及一场为了对他存在争议的哈里发头衔的宣称博取支持的宣传运动，巨额国库开始枯竭。在财政紧缩的情况下，曼苏尔不得不收敛他的一些野心。

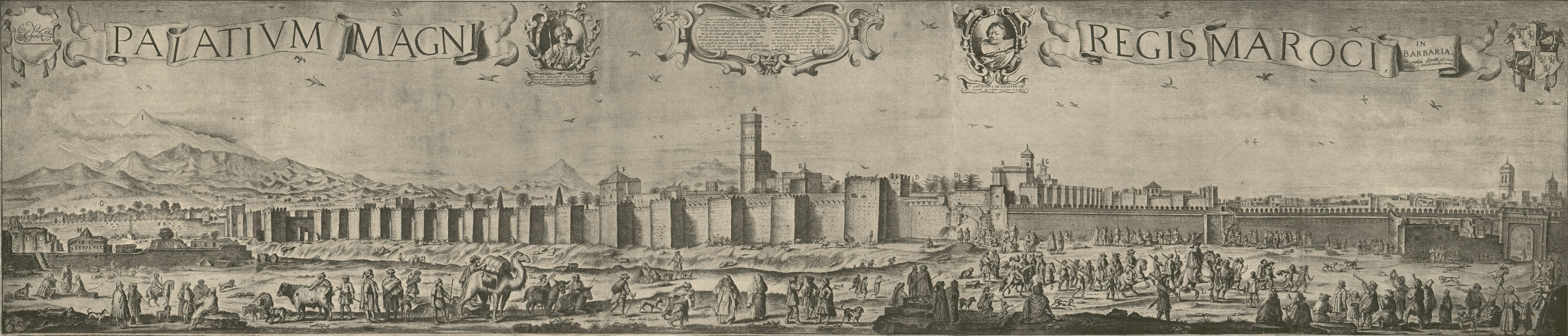
马拉喀什古堡，包括巴迪宫，由阿德里亚恩·马塔姆于1640年绘制

### 与欧洲的关系
摩洛哥在基督教国家之间的地位仍在波动。西班牙人和葡萄牙人仍然被普遍认为是异教徒，但曼苏尔知道，他的苏丹国蓬勃发展的唯一途径就是继续从与基督教国家在经济上的联盟中受益。为此摩洛哥必须独自控制大量的黄金资源。因此，曼苏尔不可抗拒地将目光放在了桑海的跨撒哈拉黄金贸易上，以期解决摩洛哥对欧洲的经济赤字。

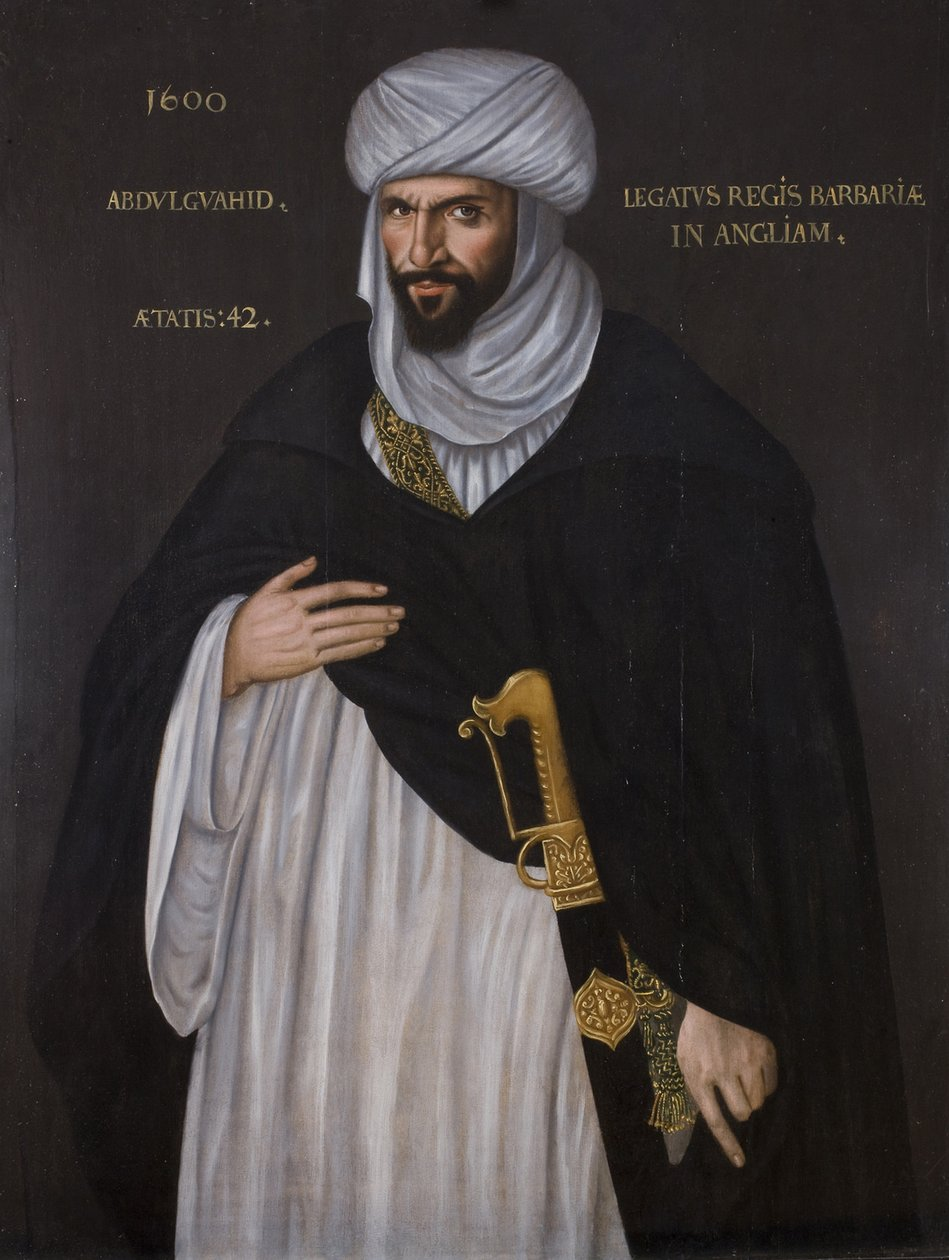
1600年，艾哈迈德·曼苏尔任命了他的秘书阿卜杜勒·瓦希德·本·马苏德 （图中人物）作为摩洛哥的大使前往英国女王伊丽莎白一世的宫廷商议结盟以对抗西班牙。

艾哈迈德·曼苏尔与英格兰建立了友好关系，以谋求建立一个盎格鲁-摩洛哥联盟。在1600年，他派遣了阿卜杜勒·瓦希德·本·马苏德作为摩洛哥的大使前往英国女王伊丽莎白一世的宫廷商议结盟以对抗西班牙。
艾哈迈德·曼苏尔还撰写了有关从信仰基督教的西班牙人手中为伊斯兰教夺回安达卢斯的文章。他在1601年5月1日的信中写到，他也有野心让摩洛哥人向新大陆殖民。他设想伊斯兰教会发迹于美洲并且大西洋的两岸都会存在对马赫迪的宣称。
艾哈迈德·曼苏尔的宫廷里有法国医生。阿诺尔特·德·里斯勒自1588年至1598年担任苏丹的医生。他的职位后来在1598年到1600年之间由艾蒂安·休伯特·奥尔良继承。二人最终都返回法国成为法兰西公学院的阿拉伯语教授，并继续为外交事业殚精竭力。

### 与奥斯曼帝国的关系
曼苏尔与奥斯曼帝国之间存在着复杂而矛盾的关系。在他的统治开始之初，他就正式承认奥斯曼帝国的宗主权，就像阿卜杜勒·马利克所做的那样，同时仍然保持事实上的独立。:190 然而，当他于1579年顺利接待西班牙使团时，他就迅速疏远了奥斯曼帝国苏丹；尽管苏丹大使给他带来了丰厚的礼物，然而据说在1581年他默许西班牙使团践踏奥斯曼帝国的宗主国象征。他还怀疑奥斯曼帝国在他的早期统治中参与了针对他的第一次叛乱。最终结果是，他以自己的名字铸造了硬币，并且让主麻日和呼图白以他的名义举行，而对奥斯曼苏丹穆拉德三世只字未提。:189:63
作为将他的名字从主麻日中除去的回应，穆拉德三世开始了进攻摩洛哥的准备。得知这一消息后，曼苏尔急忙向伊斯坦布尔派遣了使团，并赠送了大笔礼物，进攻因而被取消。他支付了超过十万枚金币的贡金，同意对奥斯曼苏丹表示尊重，作为回报，他不再成为被进攻的目标。:64 但由于乌鲁斯（后来被称为乌卢克·阿里·雷斯）的反对，使团几乎未能到达伊斯坦布尔。乌鲁斯是阿尔及尔的奥斯曼帝国海军上将，他希望摩洛哥入侵并吞并处于奥斯曼帝国势力范围的阿尔及利亚。:64 1582年，曼苏尔还被迫同意奥斯曼帝国对摩洛哥进行特别的“保护”，并致以一定的敬意，以制止阿尔及利亚海盗对摩洛哥海岸及船只的袭击。1583年，萨阿德王朝和奥斯曼帝国苏丹甚至还在奥兰初步讨论了针对西班牙人的联合军事行动。在他统治的剩余期间，曼苏尔以国家名义每年向伊斯坦布尔支付一笔款项，萨阿德王朝将这笔款项解释为对奥斯曼帝国的“礼物”，而奥斯曼帝国则将其视为“贡品”。:104:65
此后，他与奥斯曼帝国享有和平关系并尊重其主权，但同时又与奥斯曼帝国和欧洲大国抗衡并开展宣传行动，破坏了奥斯曼苏丹作为所有穆斯林的领袖的宣称。:65 1587年，乌鲁斯去世，奥斯曼阿尔及利亚政府的变动限制了其管理者的权力。此后，两国之间的紧张局势进一步减轻，而萨阿德王朝政府进一步稳定下来，其独立更加根深蒂固。曼苏尔甚至在1587年将他的定期付款留给穆拉德三世后感到了足够的自信。:196 尽管他的统治受到明显的限制，但他在统治后期正式宣布自己成为哈里发，认为自己是奥斯曼帝国的对手而不是其附庸，甚至是穆斯林世界的正当领袖。:189:63

### 桑海战役

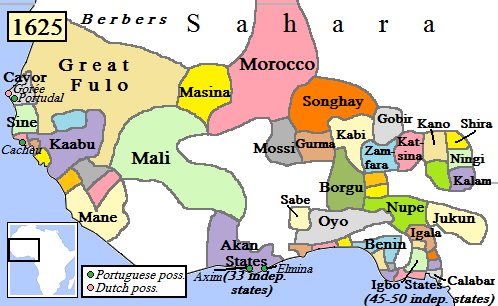
摩洛哥入侵后的西非

桑海帝国是一个位于马里东部的西非国家。从15世纪初到16世纪后期，它是历史上最大的非洲帝国之一。1590年10月16日，艾哈迈德利用桑海帝国最近的内乱，出动4000人的军队，在自西班牙皈依的朱达·帕夏的指挥下越过撒哈拉沙漠。尽管桑海以约四万人的军事力量在汤迪比战役中与他们交战，但他们不具备摩洛哥的火药武器并迅速败北。艾哈迈德进一步占领并劫掠了桑海的城市廷巴克图和杰内，以及其首都加奥。尽管取得了这些初步的胜利，但很快控制跨越整个撒哈拉地区的后勤工作变得异常困难；到1620年，萨阿德王朝就失去了对征服的桑海的城市的控制。摩洛哥的商路也被他人霸占，而财政问题更困扰着整个国家。到最后，靠曼苏尔杰出的行政和外交能力所获取的一切进步都被他的继承者败光了。

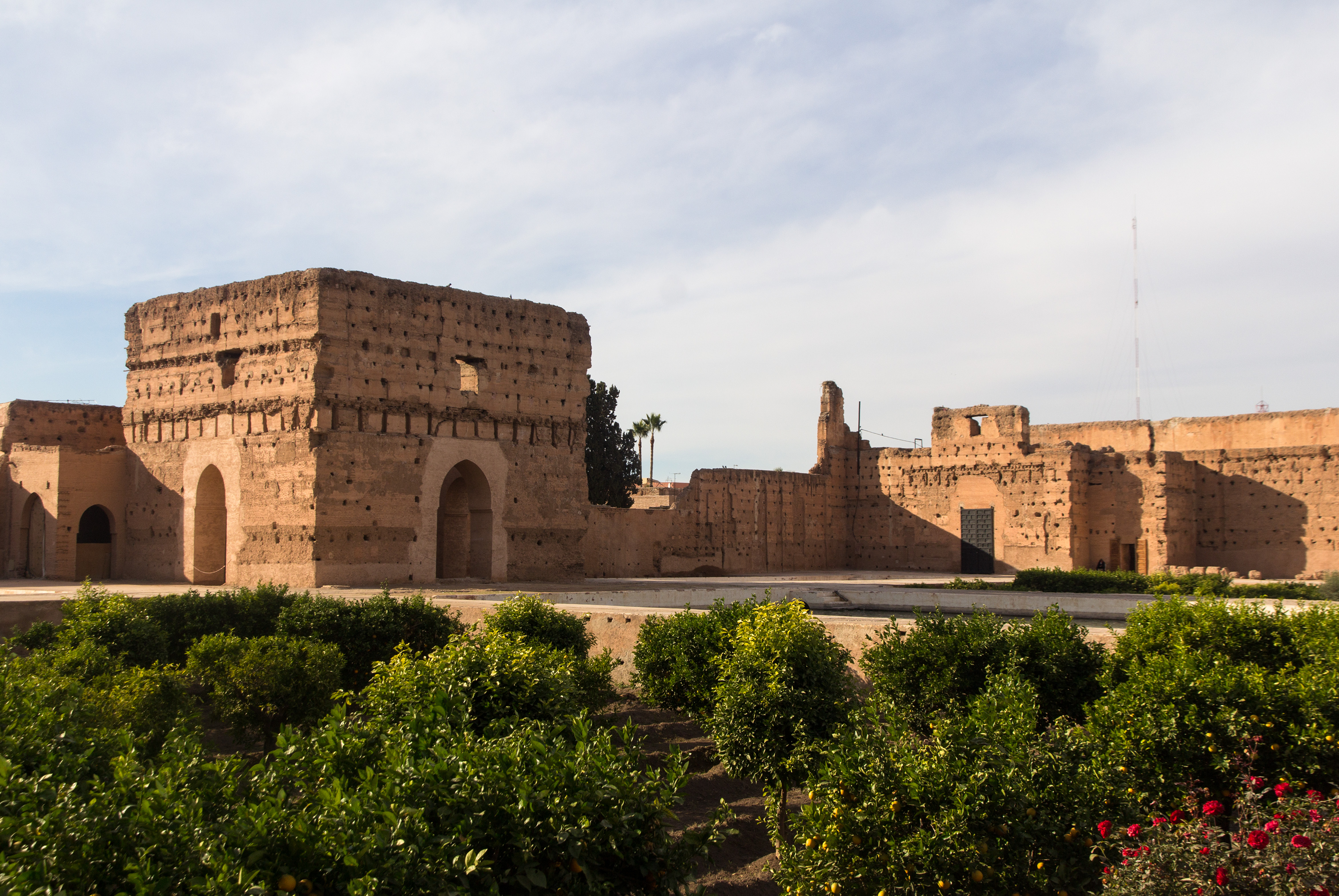
巴迪宫，位于马拉喀什。由曼苏尔于1578年建造。

## 历史评价
艾哈迈德·曼苏尔于1603年死于鼠疫，并由马拉喀什的齐丹·阿布·马里和只在非斯当地掌权的阿布·法里斯·阿卜杜拉继任。他被埋葬在位于马拉喀什的萨阿德王朝陵。他宫廷中的知名作家有艾哈迈德·穆罕默德·马格里，阿卜杜勒·齐兹·菲什特尔，艾哈迈德·伊本·卡迪以及莫斯菲。随着艾哈迈德·曼苏尔的去世，摩洛哥的力量和影响力都在衰退。
在今天，人们提及艾哈迈德·曼苏尔，通常将其视作一名历史上伟大的外交家，并赞叹他那卓越的堪称艺术的平衡朋友与敌人、平衡基督教和穆斯林的手腕。摩洛哥之所以得以在其邻居以及强大的奥斯曼帝国的虎视眈眈之下保持独立，与曼苏尔的精心制订的外交策略有密切的关系。在他的统治下，摩洛哥宗教宽容，科技进步，艺术繁荣。在其前后几十年内，整个北非也找不到这样的土地。
然而，曼苏尔的数个计划的开支——军事和领土扩张，新建设的经费，为了表现文化和艺术的大型演出——导致了整个摩洛哥国库的空虚。他试图通过对外征服来扩充国库；尽管最初在对抗桑海帝国的军事行动中取得了成功，但随着时间的流逝，摩洛哥人发现维持他们所征服的遥远领地的统治愈发困难，而最后，大部分领地都脱离了摩洛哥的统治。同时，由于摩洛哥人陷入桑海战役的泥沼，他们在世界舞台上的力量和威望大幅下降。
值得一提的是，苏丹艾哈迈德·曼苏尔是最早对吸烟行为采取行动的统治者之一。在1602年即他的统治即将结束的时期，这位萨阿德王朝的统治者利用宗教上的伊斯兰教令作为手段来抑制烟草的使用。

## 在流行文化中
- 他在计算机策略游戏「文明V：美丽新世界」中担任摩洛哥文明的可供游玩领袖。